# Theridion mortuale
Theridion mortuale là một loài nhện trong họ Theridiidae.
Loài này thuộc chi Theridion. Theridion mortuale được Eugène Simon miêu tả năm 1908.